# 涅槃部 (大正蔵)
涅槃部（ねはんぶ）とは、大正新脩大蔵経において、『涅槃経』に関連する仏典をまとめた領域のこと。
第7番目の部であり、収録されている経典ナンバーは374から396まで。巻数では12巻（後半）に相当する。
第12巻の前半には、先行する「宝積部」の後半部分の諸経典が一緒に収録されている。

## 構成

### 巻別
- 涅槃部 第12巻 - No.374-396

### 詳細
涅槃部 第12巻 - No.374-396
- 374.『大般涅槃経』
- 375.『大般涅槃経』
- 376.『大般泥洹経』
- 377.『大般涅槃経後分』
- 378.『方等般泥洹経』
- 379.『四童子三昧経』
- 380.『大悲経』
- 381.『等集衆徳三昧経』
- 382.『集一切福徳三昧経』
- 383.『摩訶摩耶経』
- 384.『菩薩従兜術天降神母胎説広普経』
- 385.『中陰経』
- 386.『蓮華面経』
- 387.『大方等無想経』
- 388.『大雲無想経』
- 389.『仏垂般涅槃略説教誡経』
- 390.『仏臨涅槃記法住経』
- 391.『般泥洹後灌臘経』
- 392.『仏滅度後棺斂葬送経』
- 393.『迦葉赴仏般洹槃経』
- 394.『仏入涅槃密迹金剛力士哀恋経』
- 395.『当来変経』
- 396.『法滅尽経』